# 酒井田柿右衛門
酒井田 柿右衛門（さかいだ かきえもん、初代：1596年11月15日〈慶長元年9月25日〉 - 1666年7月20日〈寛文6年6月19日〉）は、江戸時代、肥前国（佐賀県）有田の陶芸家、および代々その子孫（後継者）が襲名する名称。本名を改名して襲名している。

## 歴史
酒井田家は、室町時代に酒井田（現 福岡県八女市）に移住した豪族で、1582年（天正10年）に酒井田弥次郎が龍造寺氏の人質として、竜王（現 佐賀県杵島郡白石郡）に移住したとされる。この弥次郎が初代柿右衛門を名乗った人物だと推測されている。初代柿右衛門は、1674年（正保4年）以前に白磁胎上絵付方法（赤絵）の焼成に成功し、柿右衛門様式（後述）と呼ばれる磁器の作風を確立した。また、金銀の上絵付法を工夫して伊万里焼の発展に貢献し、その作品を長崎でオランダ人に販売した。そのため、初代柿右衛門の作品はヨーロッパなどにも輸出され、マイセン窯などでは模倣品も作られた。磁器の発祥地である中国の景徳鎮窯にも影響を与え（景徳鎮伊万里）、同地でも類似の作品が作られ、ヨーロッパに輸出された。1660年代に入ると、ヨーロッパに輸出するための陶磁器生産がはじまり、3代目柿右衛門はこの事業に参画することで大いに隆盛した。1670年代に入ると、濁手と呼ばれる乳白色の素地に繊細な色付けを施す柿右衛門様式が確立する。
初代柿右衛門の息子である二代、二代の弟の三代は製作期が重なっており、作風にも大きな差は見られない。また、三者とも極めて技量が高かったと言われる。これに加えて四代（三代の息子）までの間が初期柿右衛門とされる。
続く17世紀後半から18世紀前半にかけての約90年間、五代から七代までが中期柿右衛門とされる。五代は技量が芳しくなかったために、1685年を以って鍋島藩からの恒常的な発注が差し止められた。六代は意匠・細工に優れた叔父の渋右衛門にも助けられ、食器類のほか花器、香炉など様々な磁器製品を高い水準で量産することに成功したため、中興の祖とされる。また1724年には嘆願書を藩に提出し、臨時の発注の一部が酒井田家に用命されることとなった。一方で18世紀に入ると、オランダ東インド会社による輸出量の減少や国内不況のあおりを受けて、濁手の技術は十二代目と十三代目親子が復興するまで中断してしまう。
八代、九代と十代の期間は後期柿右衛門とされ、主に染付の磁器を製作した。七代から八代にかけては四角の中に福の字が入った「角福」と呼ぶマークを施したものが多い。これは明清の陶磁器に元々あったものである。
近代以降では、十一代（1839年 - 1916年、1860年に襲名）は「角福」のマークの商標登録の可否などを争う訴訟を起こして経済的に困窮したが、海外にも積極的な出品を行なった。1888年、黒川真頼が『工芸史料』で柿右衛門を顕彰したことで、その名声が再び高まった。1919年には出資する事業家と共同で十二代が柿右衛門合資会社を設立し、赤絵技術と「角福」銘を供与した。しかし美術品の制作を志向する十二代（1878年 - 1963年）は会社と経営方針が合わず、1928年に関係を解消した。以降それぞれが「柿右衛門」作品を制作したが、1969年に和解し、その後合資会社は名義を使用していない。
十二代と十三代（1906年 - 1982年）は1950年の文化財保護法をきっかけに濁手の復活を目指し、1953年に初めて濁手の作品を発表した。濁手の製作技術は1955年に国の記録作成等の措置を講ずべき無形文化財に選択され、1971年には重要無形文化財に指定されている（保持団体として柿右衛門製陶技術保存会を認定）。

## 柿右衛門様式

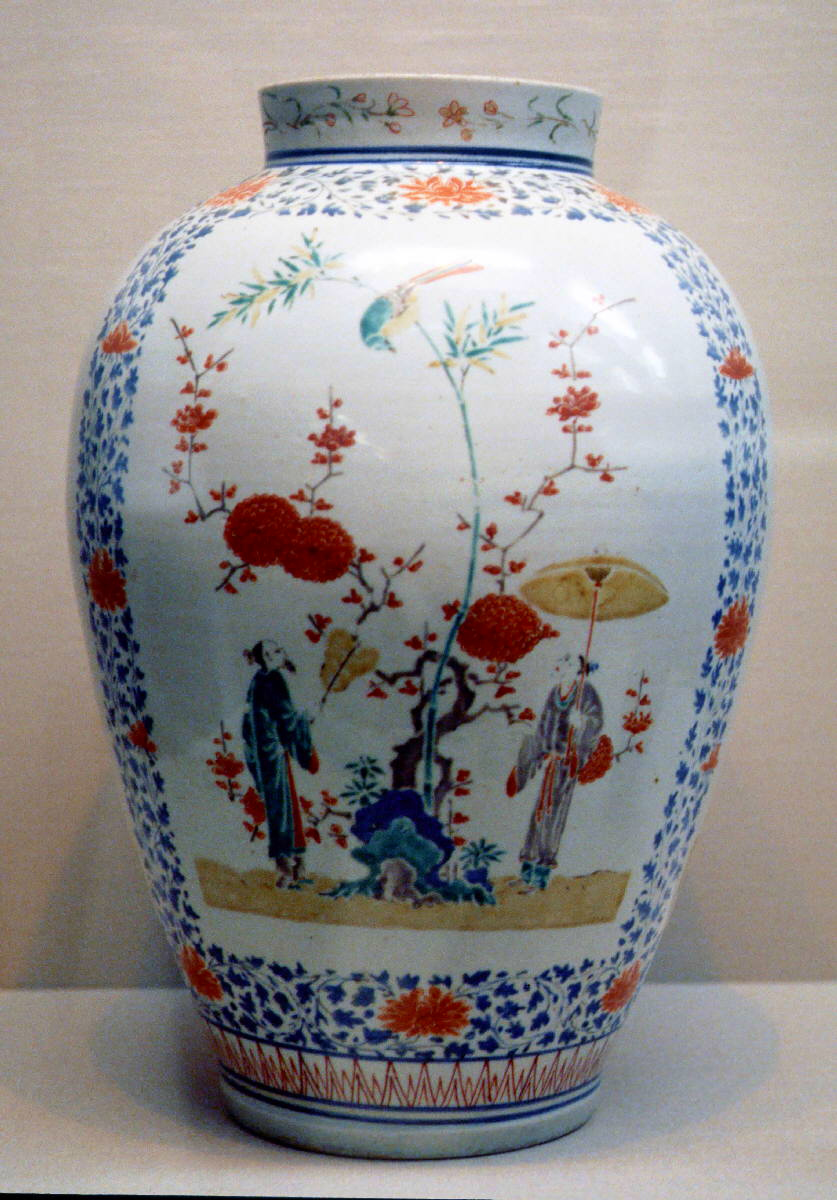
東京国立博物館

柿右衛門様式は、17世紀後期の肥前磁器の一様式を指す総称である。具体的には、濁手と呼ばれる白い地色に文様を描き、明るい色彩による上絵付けを施す。絵付けは左右非対称の構図を取り、地色が見える範囲を広く取ることが特徴である。
上絵の色には赤・黄・緑、そして青・紫・金などが用いられる。また、器の口縁に「口銹」と言われる銹釉が施されている例も多い。同じ有田焼でも、緻密な作風の鍋島様式や寒色系で余白の少ない古九谷様式と異なり、柔らかく暖かな雰囲気を感じさせる。
独特の乳白色の地色は濁手と呼ばれ、赤色の釉薬との組み合わせによって非常に映えると言われる。しかし、原料となる土の耐火性が強いなど調合が困難である。さらに焼成時・乾燥時の体積変化が非常に大きいため、作製が困難であり歩留まりが良くない。
図柄には「岩梅に鳥」「もみじに鹿」「竹に虎」「粟に鶉」など典型的なパターンがいくつかある。絵柄は時代とともに変化しており、初期は明赤絵の影響があったが、やがて狩野派、土佐派、四条派、琳派などの影響が入っていった。近年は写生を基にした現代的な画風が多い。

## 製作の分担
柿右衛門窯で製作される作品は「酒井田柿右衛門」名義となるが、伝統的に分業による製作が行われている。具体的には、各工程に3～4人が従事し、30人以上の職人によって製作されている。柿右衛門はデザイナーや職人としての役割を担いつつ、工程を管理するプロデューサーの役割も求められる。
この分業体制の存在などから、初代が柿右衛門様式を考案した単独の個人であるかを疑う学説もある（加藤唐九郎らの学説）。

## 歴代
柿右衛門は10代以前の生没年が不明で、その具体的な作品も判明していない。
- 初代酒井田柿右衛門（1596年 - 1666年）[3]
- 二代目酒井田柿右衛門（1620年 - 1661年）[3]
- 三代目酒井田柿右衛門（1622年 - 1672年）[3]
- 四代目酒井田柿右衛門（1640年 - 1679年）[3]
- 五代目酒井田柿右衛門（1660年 - 1691年）[3]
- 六代目酒井田柿右衛門（1690年 - 1735年）[3]
- 七代目酒井田柿右衛門
- 八代目酒井田柿右衛門
- 九代目酒井田柿右衛門
- 十代目酒井田柿右衛門
- 十一代目酒井田柿右衛門（1839年 - 1916年）[3]
- 十二代目酒井田柿右衛門（1878年 - 1963年）[3]
- 十三代目酒井田柿右衛門（1906年 - 1982年）[3]
- 十四代目酒井田柿右衛門（1934年 - 2013年）[3]
- 十五代目酒井田柿右衛門（1968年 - ）[3]
- 十六代目酒井田柿右衛門（2011年 - ）[3]

## 柿右衛門を題材にした物語

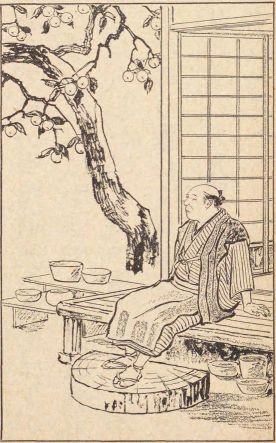
『尋常小學國語讀本 巻10』「第九 陶工柿右衛門」より初代酒井田柿右衛門の挿画

1912年に『名工柿右衛門』という歌舞伎が榎本虎彦により制作され、十一代片岡仁左衛門が主演した。十一代柿右衛門と親交のあった仁左衛門のはまり役だったとされ上演回数が多く、その後も他の俳優達によって演じられた。なお、内容は史実に基づいておらずフィクションである。
また、夕日に映える柿の実を見て初代が赤絵磁器を作ったとする逸話が『陶工柿右衛門』や『柿の色』の題で作者・友納友次郎により大正時代の小学校の教科書に掲載され、広く知られていたが、これはオランダにおける陶工の琺瑯彩に関するエピソードを柿右衛門に当てはめたもので『名工柿右衛門』と同様に創作である。
落語には『猫の皿』という噺がある。